# 南知多町
南知多町（みなみちたちょう）は、愛知県知多郡に属する町。

## 地理
知多半島の最南端に位置し、三河湾の日間賀島や篠島などの離島も有する。両島への定期船のほかに、渥美半島の伊良湖港への高速船も運航されている。漁業や観光業が盛んである。市外局番は0569（半田MA）である。

### 地形
河川
- 内海川

岬
- 羽豆岬

島嶼
- 日間賀島
- 篠島
- 築見島
- 野島

### 地名
- 豊浜（とよはま） - 旧豊浜町。
- 豊丘 （とよおか）- 旧豊浜町。
- 師崎 （もろざき）- 旧師崎町。
- 片名（かたな） - 旧師崎町。
- 大井（おおい） - 旧師崎町。
- 内海（うつみ） - 旧内海町。
- 山海（やまみ） - 旧内海町。
- 篠島 （しのじま）- 旧篠島村。
- 日間賀島 （ひまかじま）- 旧日間賀島村。

### 気候
| 南知多（1991年 - 2020年）の気候    | 南知多（1991年 - 2020年）の気候 | 南知多（1991年 - 2020年）の気候 | 南知多（1991年 - 2020年）の気候 | 南知多（1991年 - 2020年）の気候 | 南知多（1991年 - 2020年）の気候 | 南知多（1991年 - 2020年）の気候 | 南知多（1991年 - 2020年）の気候 | 南知多（1991年 - 2020年）の気候 | 南知多（1991年 - 2020年）の気候 | 南知多（1991年 - 2020年）の気候 | 南知多（1991年 - 2020年）の気候 | 南知多（1991年 - 2020年）の気候 | 南知多（1991年 - 2020年）の気候 |
| 月                                 | 1月                             | 2月                             | 3月                             | 4月                             | 5月                             | 6月                             | 7月                             | 8月                             | 9月                             | 10月                            | 11月                            | 12月                            | 年                              |
| ---------------------------------- | ------------------------------- | ------------------------------- | ------------------------------- | ------------------------------- | ------------------------------- | ------------------------------- | ------------------------------- | ------------------------------- | ------------------------------- | ------------------------------- | ------------------------------- | ------------------------------- | ------------------------------- |
| 最高気温記録 °C （°F）             | 17.0 (62.6)                     | 21.5 (70.7)                     | 24.4 (75.9)                     | 28.9 (84)                       | 32.7 (90.9)                     | 35.7 (96.3)                     | 37.6 (99.7)                     | 38.3 (100.9)                    | 36.1 (97)                       | 30.5 (86.9)                     | 25.6 (78.1)                     | 23.1 (73.6)                     | 38.3 (100.9)                    |
| 平均最高気温 °C （°F）             | 9.1 (48.4)                      | 10.0 (50)                       | 13.5 (56.3)                     | 18.8 (65.8)                     | 23.2 (73.8)                     | 26.1 (79)                       | 30.0 (86)                       | 31.7 (89.1)                     | 28.0 (82.4)                     | 22.6 (72.7)                     | 16.9 (62.4)                     | 11.6 (52.9)                     | 20.1 (68.2)                     |
| 日平均気温 °C （°F）               | 5.2 (41.4)                      | 5.6 (42.1)                      | 8.7 (47.7)                      | 13.7 (56.7)                     | 18.3 (64.9)                     | 21.9 (71.4)                     | 25.8 (78.4)                     | 27.2 (81)                       | 23.8 (74.8)                     | 18.3 (64.9)                     | 12.6 (54.7)                     | 7.6 (45.7)                      | 15.7 (60.3)                     |
| 平均最低気温 °C （°F）             | 1.3 (34.3)                      | 1.4 (34.5)                      | 4.1 (39.4)                      | 8.9 (48)                        | 13.9 (57)                       | 18.5 (65.3)                     | 22.7 (72.9)                     | 23.8 (74.8)                     | 20.5 (68.9)                     | 14.6 (58.3)                     | 8.5 (47.3)                      | 3.6 (38.5)                      | 11.8 (53.2)                     |
| 最低気温記録 °C （°F）             | −6.5 (20.3)                     | −7.3 (18.9)                     | −5.2 (22.6)                     | −2.7 (27.1)                     | 2.9 (37.2)                      | 9.0 (48.2)                      | 14.6 (58.3)                     | 14.1 (57.4)                     | 8.8 (47.8)                      | 2.7 (36.9)                      | −2.4 (27.7)                     | −6.0 (21.2)                     | −7.3 (18.9)                     |
| 降水量 mm （inch）                 | 54.4 (2.142)                    | 59.3 (2.335)                    | 107.7 (4.24)                    | 122.2 (4.811)                   | 159.9 (6.295)                   | 187.7 (7.39)                    | 167.7 (6.602)                   | 106.8 (4.205)                   | 248.7 (9.791)                   | 201.2 (7.921)                   | 77.4 (3.047)                    | 57.2 (2.252)                    | 1,550.1 (61.028)                |
| 平均降水日数 （≥1.0 mm）           | 5.4                             | 6.1                             | 9.2                             | 9.5                             | 10.1                            | 12.3                            | 10.9                            | 7.3                             | 10.5                            | 10.0                            | 6.6                             | 5.9                             | 103.7                           |
| 平均月間日照時間                   | 181.5                           | 176.5                           | 199.8                           | 205.4                           | 206.8                           | 155.9                           | 193.9                           | 241.9                           | 174.5                           | 170.9                           | 167.4                           | 175.4                           | 2,249.9                         |
| 出典1：Japan Meteorological Agency |                                 |                                 |                                 |                                 |                                 |                                 |                                 |                                 |                                 |                                 |                                 |                                 |                                 |
| 出典2：気象庁                      |                                 |                                 |                                 |                                 |                                 |                                 |                                 |                                 |                                 |                                 |                                 |                                 |                                 |

### 人口
| |                                          |  |
| 南知多町と全国の年齢別人口分布（2005年） | 南知多町の年齢・男女別人口分布（2005年） |  |
| ■紫色 ― 南知多町 ■緑色 ― 日本全国 | ■青色 ― 男性 ■赤色 ― 女性                |  |
| 南知多町（に相当する地域）の人口の推移 \| 1970年（昭和45年） \| 27,705人 \| \| \| 1975年（昭和50年） \| 27,413人 \| \| \| 1980年（昭和55年） \| 27,017人 \| \| \| 1985年（昭和60年） \| 26,809人 \| \| \| 1990年（平成2年） \| 25,954人 \| \| \| 1995年（平成7年） \| 24,846人 \| \| \| 2000年（平成12年） \| 23,250人 \| \| \| 2005年（平成17年） \| 21,909人 \| \| \| 2010年（平成22年） \| 20,549人 \| \| \| 2015年（平成27年） \| 18,707人 \| \| \| 2020年（令和2年） \| 16,617人 \| \| |                                          |  |
| 総務省統計局 国勢調査より |                                          |  |
| 1970年（昭和45年） | 27,705人                                 |  |
| 1975年（昭和50年） | 27,413人                                 |  |
| 1980年（昭和55年） | 27,017人                                 |  |
| 1985年（昭和60年） | 26,809人                                 |  |
| 1990年（平成2年） | 25,954人                                 |  |
| 1995年（平成7年） | 24,846人                                 |  |
| 2000年（平成12年） | 23,250人                                 |  |
| 2005年（平成17年） | 21,909人                                 |  |
| 2010年（平成22年） | 20,549人                                 |  |
| 2015年（平成27年） | 18,707人                                 |  |
| 2020年（令和2年） | 16,617人                                 |  |

### 隣接自治体
愛知県
- 知多郡美浜町

## 歴史
古くは、天然の入り江を利用した良港に恵まれ漁業が発達した。
江戸時代には内海を中心として、江戸と大坂を結ぶ東西海上交通の要衝の地として栄えた。多くの船主が尾州廻船と呼ばれる千石船を有していた。特産品として内海みかんがあった。

### 年表
- 1961年（昭和36年）6月1日 - 知多郡内海町・豊浜町・師崎町・篠島村・日間賀島村が合併して南知多町が発足。

### 自治体の変遷
| 郡       | 明治22年以前 | 明治22年以前 | 明治22年以前   | 明治22年以前   | 明治22年以前   | 明治22年10月1日 | 明治22年 - 明治45年         | 明治22年 - 明治45年        | 大正1年 - 大正15年 | 昭和1年 - 昭和64年           | 平成1年 - 現在 | 現在     |
| -------- | ------------ | ------------ | -------------- | -------------- | -------------- | --------------- | --------------------------- | -------------------------- | ------------------ | ---------------------------- | -------------- | -------- |
| 知 多 郡 | 乙方村       | 乙方村       | 豊丘村（一部） | 豊丘村（一部） | 豊丘村（一部） | 豊丘村（一部）  | 豊丘村（一部）              | 明治39年7月1日 合併 豊浜町 | 豊浜町             | 昭和36年6月1日 合併 南知多町 | 南知多町       | 南知多町 |
| 知 多 郡 | 山田村       |              | 豊丘村（一部） | 豊丘村（一部） | 豊丘村（一部） | 豊丘村（一部）  | 豊丘村（一部）              | 明治39年7月1日 合併 豊浜町 | 豊浜町             | 昭和36年6月1日 合併 南知多町 | 南知多町       | 南知多町 |
| 知 多 郡 | 須佐村       | 須佐村       | 豊浜村         | 豊浜村         | 豊浜村         | 豊浜村          | 明治38年2月1日 町制 豊浜町  | 明治39年7月1日 合併 豊浜町 | 豊浜町             | 昭和36年6月1日 合併 南知多町 | 南知多町       | 南知多町 |
| 知 多 郡 | 中須村       |              | 豊浜村         | 豊浜村         | 豊浜村         | 豊浜村          | 明治38年2月1日 町制 豊浜町  | 明治39年7月1日 合併 豊浜町 | 豊浜町             | 昭和36年6月1日 合併 南知多町 | 南知多町       | 南知多町 |
| 知 多 郡 | 岡部村       | 岡部村       | 内海村         | 内海村         | 内海村         | 内海村          | 明治26年11月8日 町制 内海町 | 明治39年7月1日 合併 内海町 | 内海町             | 昭和36年6月1日 合併 南知多町 | 南知多町       | 南知多町 |
| 知 多 郡 | 中之郷村     |              | 内海村         | 内海村         | 内海村         | 内海村          | 明治26年11月8日 町制 内海町 | 明治39年7月1日 合併 内海町 | 内海町             | 昭和36年6月1日 合併 南知多町 | 南知多町       | 南知多町 |
| 知 多 郡 | 北脇村       |              | 内海村         | 内海村         | 内海村         | 内海村          | 明治26年11月8日 町制 内海町 | 明治39年7月1日 合併 内海町 | 内海町             | 昭和36年6月1日 合併 南知多町 | 南知多町       | 南知多町 |
| 知 多 郡 | 馬場村       |              | 内海村         | 内海村         | 内海村         | 内海村          | 明治26年11月8日 町制 内海町 | 明治39年7月1日 合併 内海町 | 内海町             | 昭和36年6月1日 合併 南知多町 | 南知多町       | 南知多町 |
| 知 多 郡 | 西端村       |              | 内海村         | 内海村         | 内海村         | 内海村          | 明治26年11月8日 町制 内海町 | 明治39年7月1日 合併 内海町 | 内海町             | 昭和36年6月1日 合併 南知多町 | 南知多町       | 南知多町 |
| 知 多 郡 | 東端村       |              | 内海村         | 内海村         | 内海村         | 内海村          | 明治26年11月8日 町制 内海町 | 明治39年7月1日 合併 内海町 | 内海町             | 昭和36年6月1日 合併 南知多町 | 南知多町       | 南知多町 |
| 知 多 郡 | 利屋村       |              | 内海村         | 内海村         | 内海村         | 内海村          | 明治26年11月8日 町制 内海町 | 明治39年7月1日 合併 内海町 | 内海町             | 昭和36年6月1日 合併 南知多町 | 南知多町       | 南知多町 |
| 知 多 郡 | 名切村       |              | 内海村         | 内海村         | 内海村         | 内海村          | 明治26年11月8日 町制 内海町 | 明治39年7月1日 合併 内海町 | 内海町             | 昭和36年6月1日 合併 南知多町 | 南知多町       | 南知多町 |
| 知 多 郡 | 楠村         |              | 内海村         | 内海村         | 内海村         | 内海村          | 明治26年11月8日 町制 内海町 | 明治39年7月1日 合併 内海町 | 内海町             | 昭和36年6月1日 合併 南知多町 | 南知多町       | 南知多町 |
| 知 多 郡 | 吹越村       |              | 内海村         | 内海村         | 内海村         | 内海村          | 明治26年11月8日 町制 内海町 | 明治39年7月1日 合併 内海町 | 内海町             | 昭和36年6月1日 合併 南知多町 | 南知多町       | 南知多町 |
| 知 多 郡 | 内福寺村     |              | 内海村         | 内海村         | 内海村         | 内海村          | 明治26年11月8日 町制 内海町 | 明治39年7月1日 合併 内海町 | 内海町             | 昭和36年6月1日 合併 南知多町 | 南知多町       | 南知多町 |
| 知 多 郡 | 久村         | 久村         | 山海村         | 山海村         | 山海村         | 山海村          | 山海村                      | 明治39年7月1日 合併 内海町 | 内海町             | 昭和36年6月1日 合併 南知多町 | 南知多町       | 南知多町 |
| 知 多 郡 | 大泊村       |              | 山海村         | 山海村         | 山海村         | 山海村          | 山海村                      | 明治39年7月1日 合併 内海町 | 内海町             | 昭和36年6月1日 合併 南知多町 | 南知多町       | 南知多町 |
| 知 多 郡 | 岩屋寺村     |              | 山海村         | 山海村         | 山海村         | 山海村          | 山海村                      | 明治39年7月1日 合併 内海町 | 内海町             | 昭和36年6月1日 合併 南知多町 | 南知多町       | 南知多町 |
| 知 多 郡 | 大井村       | 旭村         | 旭村           | 旭村           | 大井村         | 大井村          | 大井村                      | 明治39年7月1日 合併 師崎町 | 師崎町             | 昭和36年6月1日 合併 南知多町 | 南知多町       | 南知多町 |
| 知 多 郡 | 片名村       | 旭村         | 旭村           | 旭村           | 片名村         | 大井村          | 大井村                      | 明治39年7月1日 合併 師崎町 | 師崎町             | 昭和36年6月1日 合併 南知多町 | 南知多町       | 南知多町 |
| 知 多 郡 | 師崎村       | 鴻崎村       | 鴻崎村         | 師崎村         | 師崎村         | 師崎村          | 明治27年9月8日 町制 師崎町  | 明治39年7月1日 合併 師崎町 | 師崎町             | 昭和36年6月1日 合併 南知多町 | 南知多町       | 南知多町 |
| 知 多 郡 | 篠島村       | 鴻崎村       | 鴻崎村         | 篠島村         | 篠島村         | 篠島村          | 篠島村                      | 篠島村                     | 篠島村             | 昭和36年6月1日 合併 南知多町 | 南知多町       | 南知多町 |
| 知 多 郡 | 日間賀島村   | 鴻崎村       | 鴻崎村         | 日間賀島村     | 日間賀島村     | 日間賀島村      | 日間賀島村                  | 日間賀島村                 | 日間賀島村         | 昭和36年6月1日 合併 南知多町 | 南知多町       | 南知多町 |

## 行政

### 町長
- 石黒和彦（2011年1月23日就任、4期目）

### 平成の大合併
2005年（平成17年）には知多郡美浜町との合併協議が合意に至り、合併後の名称を中部国際空港の愛称「セントレア」にちなんで南セントレア市とすると発表したが、町内および全国から抗議が殺到した。その後、2005年（平成17年）2月27日に合併の是非と新市名を問う住民投票が実施されたが、過半数が「合併拒否」に投票したことで合併は破談となった。

### 姉妹都市・提携都市

#### 日本国外
フレンドシップ相手国
- 2005年（平成17年）には2005年日本国際博覧会（愛知万博）で「一市町村一国フレンドシップ事業」が行われた。名古屋市を除く愛知県内の市町村が、120の万博公式参加国をそれぞれフレンドシップ相手国として迎え入れた[2]。

ルーマニア国

#### 日本国内
姉妹都市
- 八百津町（中部地方 岐阜県 加茂郡）

愛知用水の始点が八百津町、終点が南知多町であることがきっかけとなり、平成2年より友好交流がスタートした。
- 下諏訪町（中部地方 長野県 諏訪郡）

下諏訪町の町制100周年を機に平成5年より友好交流がスタートした。

## 議会

### 町議会
| 議席番号 | 氏名     | 当選回数 | 党派       | 常任委員会 |
| -------- | -------- | -------- | ---------- | ---------- |
| 1        | 竹内壽一 | 1        | 無所属     | 文教厚生   |
| 2        | 山下節子 | 1        | 日本共産党 | 文教厚生   |
| 3        | 吉原一治 | 1        | 無所属     | 総務建設   |
| 4        | 鈴木欽夫 | 1        | 無所属     | 総務建設   |
| 5        | 鳥居恵子 | 2        | 無所属     | 文教厚生   |
| 3        | 松本 保  | 2        | 無所属     | 総務建設   |
| 7        | 鈴川和彦 | 2        | 無所属     | 文教厚生   |
| 8        | 沢田 清  | 2        | 無所属     | 総務建設   |
| 9        | 榎本芳三 | 2        | 無所属     | 総務建設   |
| 10       | 榎戸陵友 | 3        | 無所属     | 総務建設   |
| 11       | 相川成三 | 4        | 無所属     | 文教厚生   |
| 12       | 石黒充明 | 5        | 無所属     | 文教厚生   |

南知多町議会議員一般選挙当選者得票順
| 得票数 | 氏名       | 当選回数 | 党派       | 現・新 |
| ------ | ---------- | -------- | ---------- | ------ |
| 1397   | 鈴川和彦   | 3        | 無所属     | 現     |
| 1316   | 鳥居恵子   | 3        | 無所属     | 現     |
| 1287   | 藤井満久   | 1        | 無所属     | 新     |
| 1101   | 松本 保    | 3        | 無所属     | 現     |
| 1016   | 吉原一治   | 2        | 無所属     | 現     |
| 926    | 榎戸陵友   | 4        | 無所属     | 現     |
| 887    | 山下節子   | 2        | 日本共産党 | 現     |
| 677    | 沢田 清    | 3        | 無所属     | 現     |
| 659    | 榎本芳三   | 3        | 無所属     | 現     |
| 645    | 清水英勝   | 1        | 無所属     | 新     |
| 580    | 福田千恵子 | 1        | 無所属     | 新     |
| 566    | 高原典之   | 1        | 無所属     | 新     |

### 衆議院
- 選挙区：愛知8区 （半田市、常滑市、東海市、知多市、阿久比町、武豊町、東浦町、美浜町、南知多町）
- 任期：2021年10月31日 - 2025年10月30日
- 投票日：2021年10月31日
- 当日有権者数：437,624人[5]
- 投票率：56.53％

| 当落 | 候補者名 | 年齢 | 所属党派   | 新旧別 | 得票数    | 重複 |
| ---- | -------- | ---- | ---------- | ------ | --------- | ---- |
| 当   | 伊藤忠彦 | 57   | 自由民主党 | 前     | 121,714票 | ○    |
| 比当 | 伴野豊   | 60   | 立憲民主党 | 元     | 120,649票 | ○    |

## 施設

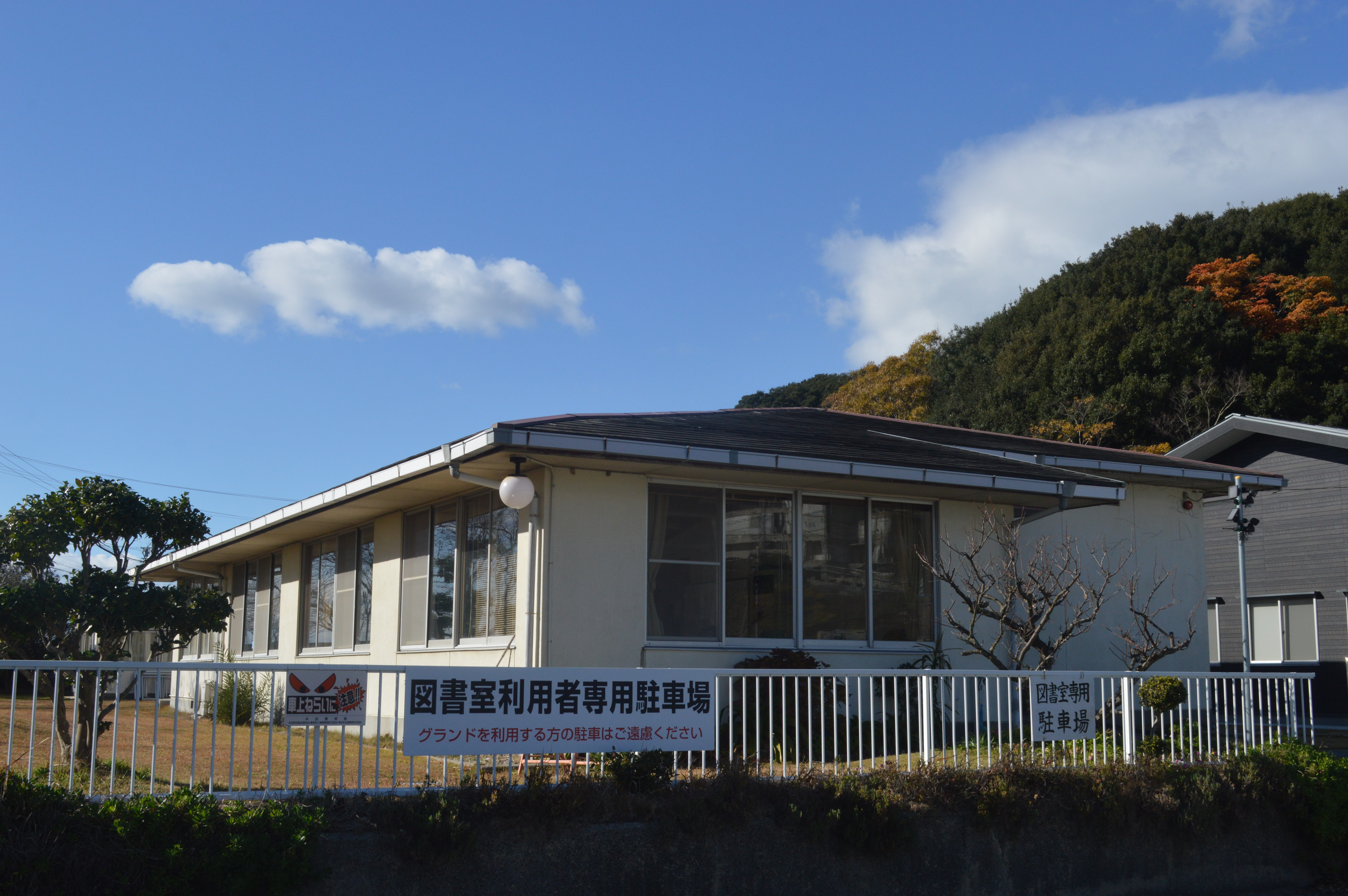
南知多町町民会館図書室

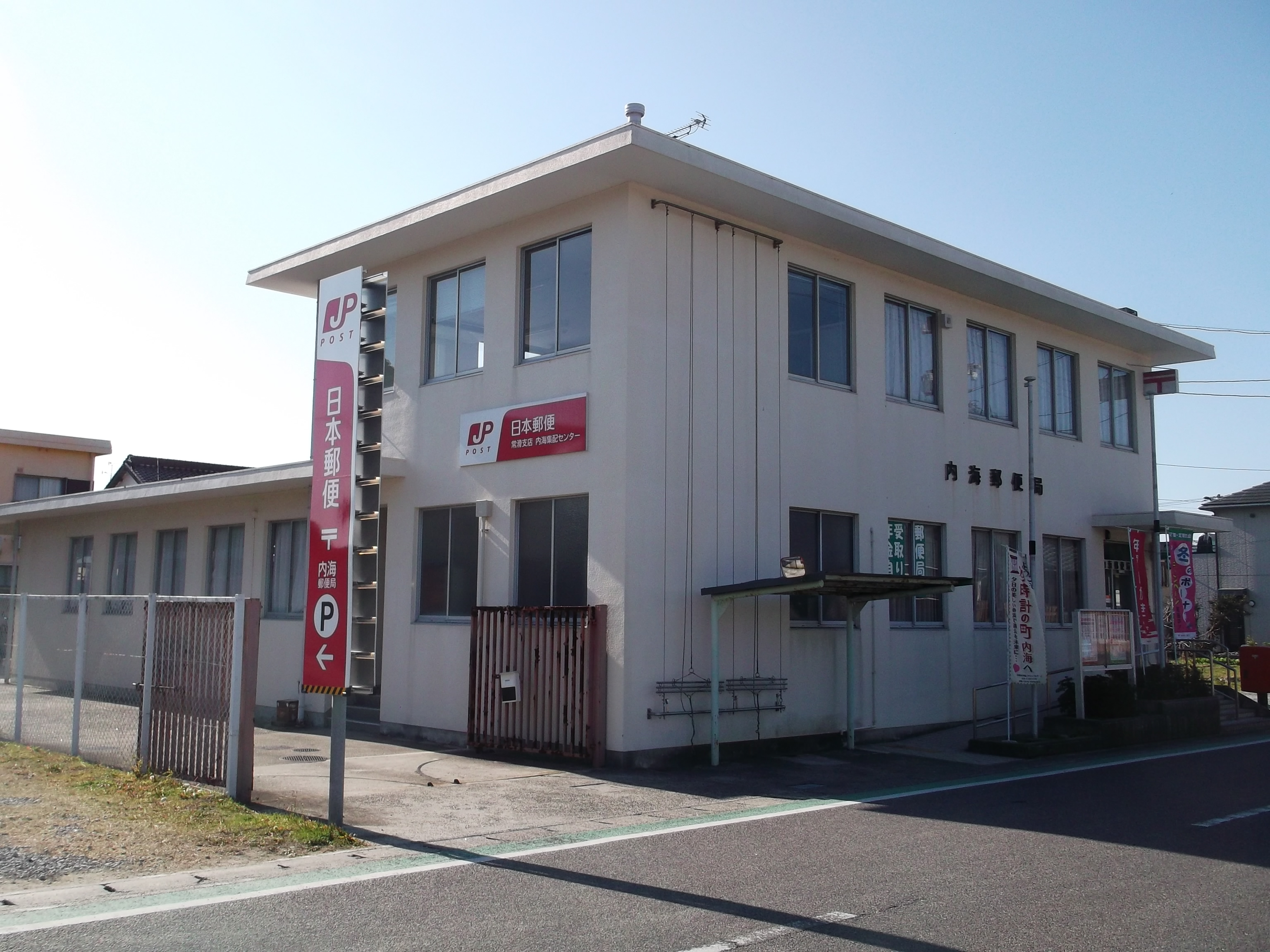
内海郵便局

### 警察
本部
- 愛知県警察 半田警察署

幹部交番
- 南知多幹部交番（知多郡南知多町大字内海）

駐在所
- 大井警察官駐在所（知多郡南知多町大字大井）
- 片名警察官駐在所（知多郡南知多町大字片名）
- 師崎警察官駐在所（知多郡南知多町大字師崎）
- 豊浜東警察官駐在所（知多郡南知多町大字豊浜）
- 豊浜西警察官駐在所（知多郡南知多町大字豊浜）
- 山海警察官駐在所（知多郡南知多町大字山海）
- 日間賀島警察官駐在所（知多郡南知多町大字日間賀島）
- 篠島警察官駐在所（知多郡南知多町大字篠島）

### 消防
本部
- 知多南部消防組合

分遣署
- 南知多分遣所
- 篠島分遣所
- 日間賀島分遣所

### その他の施設
- 南知多町民会館図書室
- 内海郵便局
- 南知多町郷土資料館 - 尾州廻船内海船船主 内田家へ移転
- 南知多町町民会館グラウンド
- 知多内海テレビ中継局
- 山海テレビ中継局

## 経済

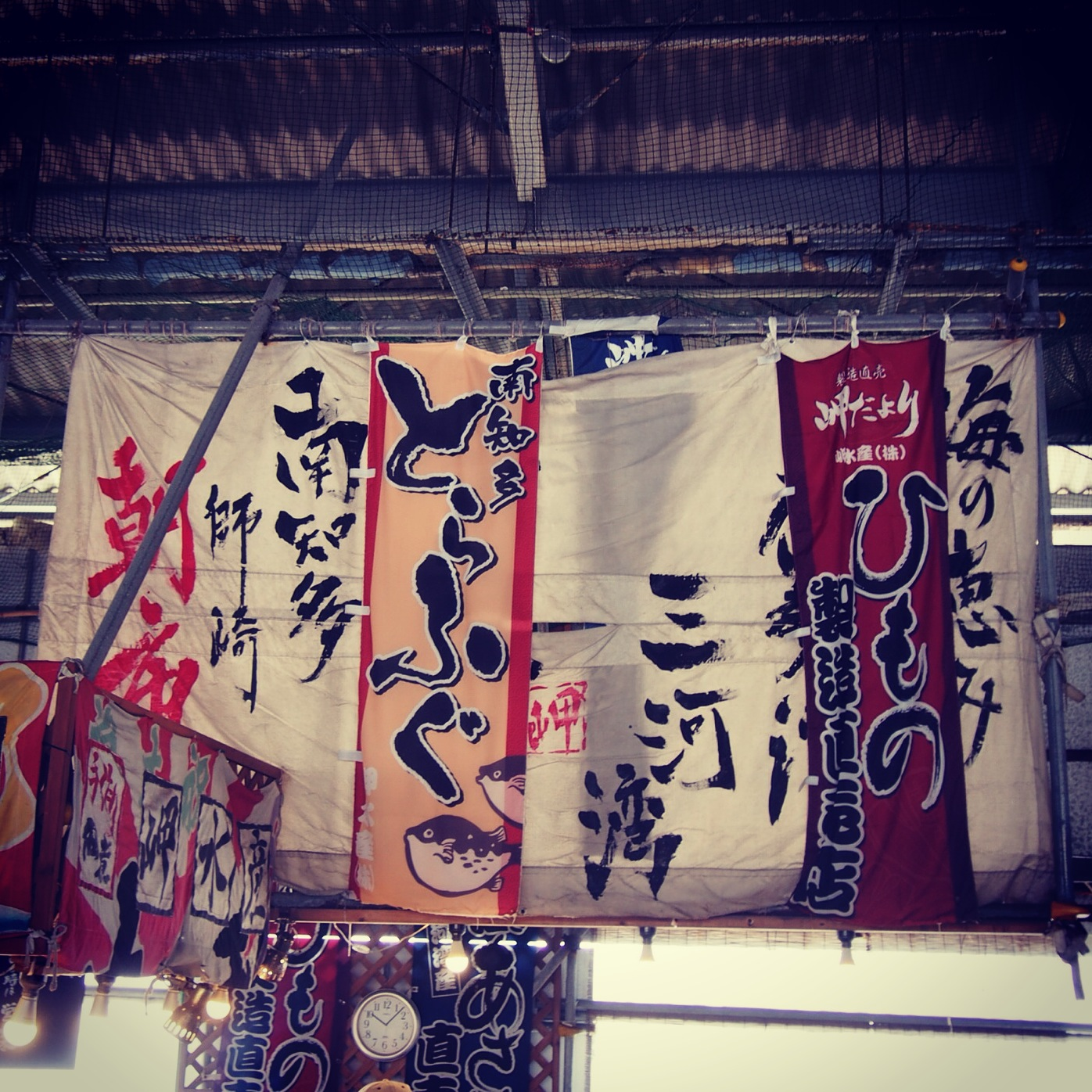
師崎漁港市場

特徴的な産業は漁業と観光業である。漁業は愛知県一の漁獲量を誇る。

### 第一次産業

#### 漁業
古くから漁業が盛んであり7つの漁港を擁し周辺には海産物を販売する直売店や水産加工業が数多く立地する。沿岸漁業が中心である。
主な漁港
- 豊浜漁港 : 町内一の漁獲高を誇る漁港。愛知県水産試験場が立地する。漁港内には魚介類・水産加工物などを販売する商業施設がある。
- 師崎漁港 : 知多半島の最南端に位置する。師崎漁港朝市で有名。隣の片名漁港と一体化しているため、同一のものとして紹介する。
- 篠島漁港 : 篠島にある漁港。
- 日間賀漁港 : 日間賀島にある漁港。
- 大井漁港 : 師崎よりやや三河湾側に位置する。
- 豊丘漁港 : 大井よりさらに北に位置する。
- 山海漁港 : 豊浜と内海の中間に位置する漁港。

#### 農業
小高い丘と海岸に挟まれた狭い平地に各集落が形成されており、長らく農業に不向きであった。そのうえ水資源の需要を賄えるだけの河川や湖沼に乏しく、慢性的な水不足問題を抱えていた。木曽川系の用水路である愛知用水が町内まで達すると、水不足の心配がなくなり農業の発展が始まった。1970年代から始まったパイロットファーム事業により、農業に不向きであった小高い丘に農地が形成されるようになった。デンマークカクタスの生産額は日本一である。ひまわり園で有名な観光農園花ひろばでは、さまざまなミュージシャンのPV撮影地に利用されている。

### 第二次産業

#### 工業
水産加工業の割合が大きいのが特徴。町内のプラスチック工業団地は、全国有数のプラスチック花壇の生産地である。

### 第三次産業

#### 商業
主な商業施設
- ゲンキー内海店
- コメリ南知多店
- カーマアットホーム内海店
- スーパーヤナギ(内海店、豊浜店、大井店)
- スギ薬局南知多内海店
- ダイソー内海店
- ココカラファイン南知多店

#### 観光業
風光明媚な景観や、海水浴、釣り、フルーツ狩り農園などの観光資源を擁し、名古屋方面から多くの観光客が訪れる。南知多道路や名鉄知多新線が開通すると名古屋大都市圏にほど近いレジャー地として注目され、名鉄資本で内海フォレストパークが開業するなど観光地開発がはじまった。(2003年閉園) バブル期にはリゾート開発が活発になり、内海地区から師崎地区にかけては旅館やホテル、民宿が立ち並ぶようなり、チッタ・ナポリといった大規模なリゾートマンションや、南知多グリーンバレイといった新たなテーマパークが開業した。名古屋から日帰りで行ける離島として、日間賀島や篠島へ訪れる人も多い。
知多半島最南端の岬である羽豆岬はSKE48の曲となり岬には歌碑が設置されている。
2014年（平成26年）10月には岩月大地が南知多町観光釣り大使に就任した。
2017年（平成29年）には南知多町のプロモーションビデオ「ウミひとココロ」が全国移住ナビの市町村プロモーション動画ランキングで1位となった。
中部地方を中心に展開するホテルチェーン・海栄RYOKANSの中核企業である「株式会社海栄館」が本社を置いている。

## 教育

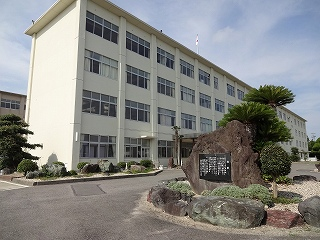
愛知県立内海高等学校

### 高等学校
- 愛知県立内海高等学校

### 中学校
- 南知多町立南知多中学校 - 2023年4月開校。
- 南知多町立篠島中学校

### 小学校
- 南知多町立内海小学校
- 南知多町立豊浜小学校
- 南知多町立みさき小学校 - 2022年4月開校。
- 南知多町立篠島小学校
- 南知多町立日間賀小学校

### 幼児教育

#### 保育所
- 内海保育所
- かるも保育所
- 大井保育所
- 師崎保育所
- 日間賀保育所
- 篠島保育所

### 閉校となった学校
中学校
- 南知多町立内海中学校 - 2023年3月閉校。豊浜中学校・師崎中学校・日間賀中学校と統合して南知多中学校が開校。
- 南知多町立豊浜中学校 - 2023年3月閉校。内海中学校・師崎中学校・日間賀中学校と統合して南知多中学校が開校。
- 南知多町立師崎中学校 - 2023年3月閉校。内海中学校・豊浜中学校・日間賀中学校と統合して南知多中学校が開校。
- 南知多町立日間賀中学校 - 2023年3月閉校。内海中学校・豊浜中学校・師崎中学校と統合して南知多中学校が開校。

小学校
- 南知多町立山海小学校 - 2009年3月閉校。内海小学校へ統合。
- 南知多町立豊丘小学校 - 2008年3月閉校。豊浜小学校へ統合。
- 南知多町立大井小学校 - 2022年3月閉校。師崎小学校と統合してみさき小学校が開校。
- 南知多町立師崎小学校 - 2022年3月閉校。大井小学校と統合してみさき小学校が開校。

### 研究機関
- 愛知県水産試験場 漁業生産研究所

## 交通

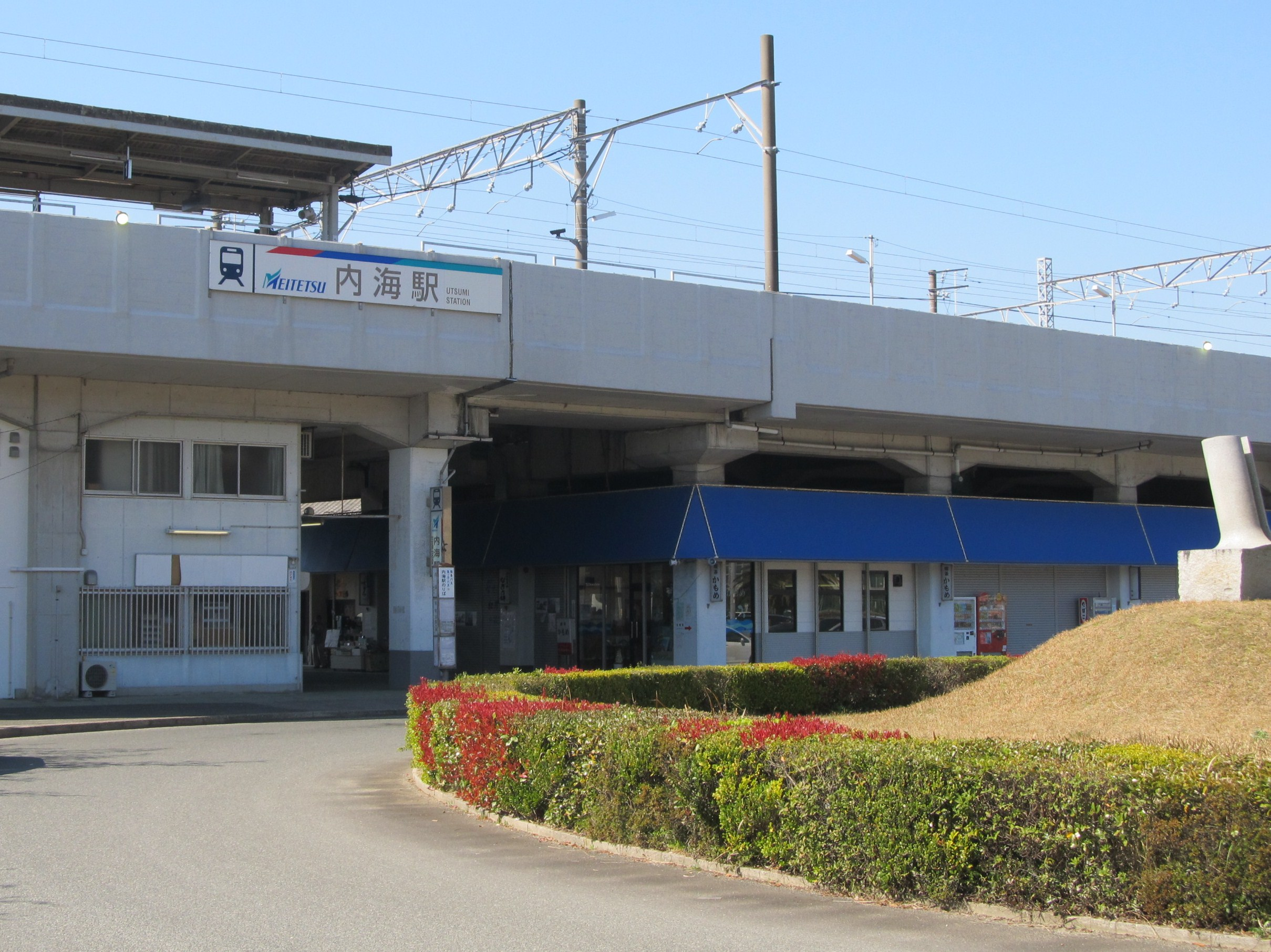
内海駅

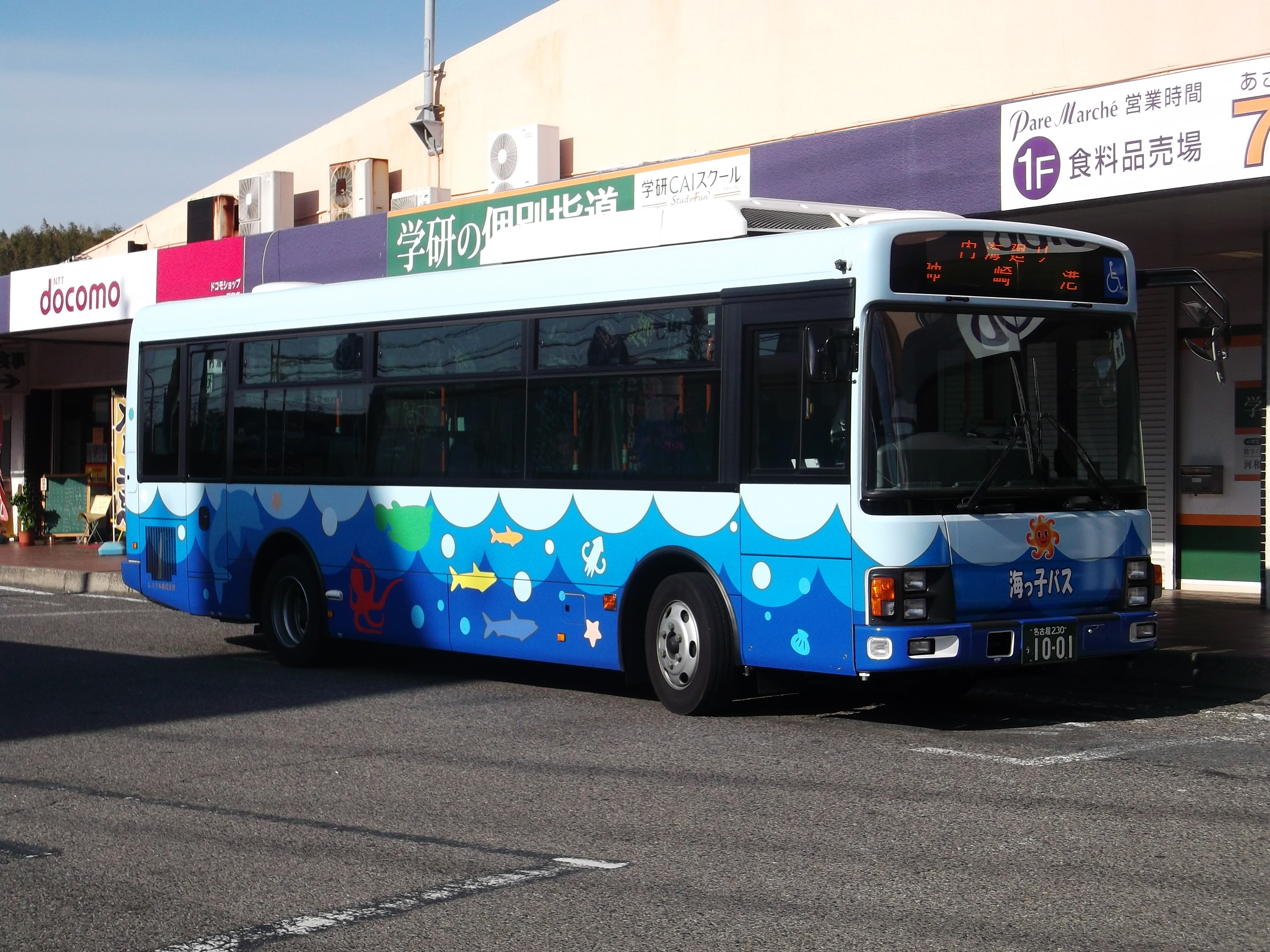
海っ子バス

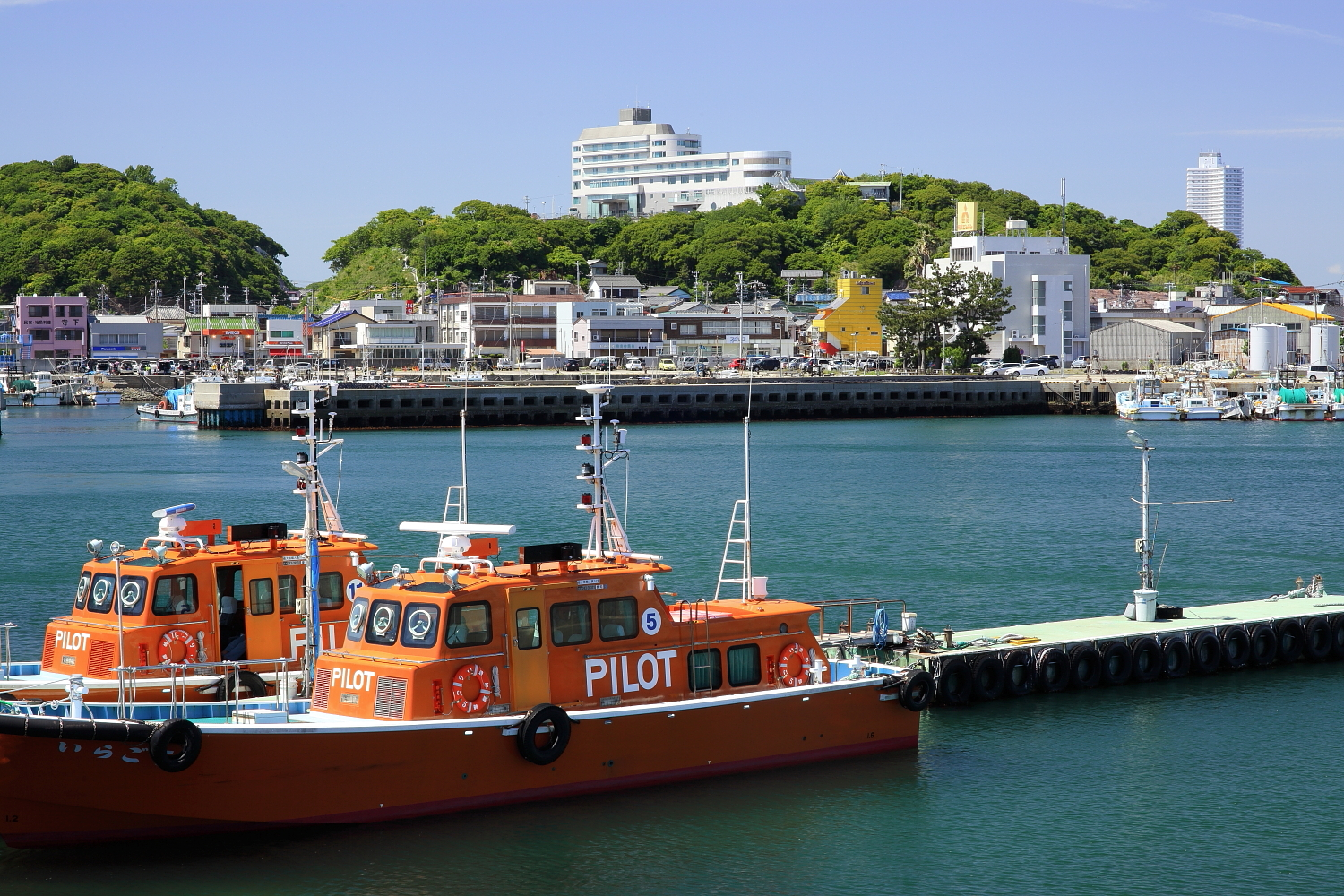
師崎港

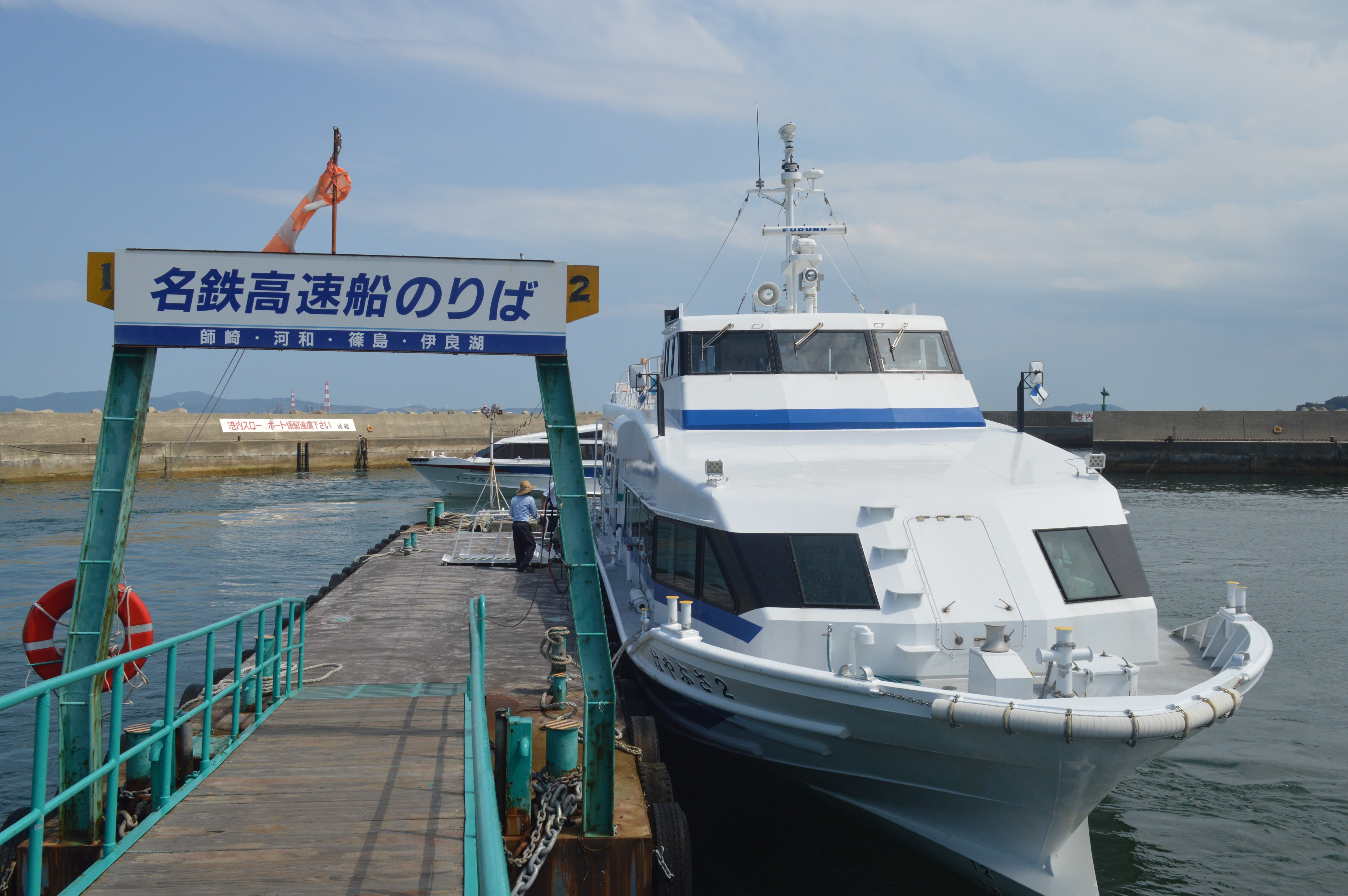
日間賀島東港の乗船場

### 鉄道
町の代表駅：内海駅
名古屋鉄道（名鉄）
- 知多新線：- 内海駅

町内にある鉄道駅は名鉄知多新線の終着駅である内海駅のみで、役場のある豊浜地区や知多半島先端の師崎地区へ向かう鉄道は存在しない。

### バス

#### 路線バス
- 南知多町営バス「海っ子バス」
  - 師崎港 → 大井 → 南知多病院 → 知多厚生病院（朝夕を除く） → 河和駅 → 内海高校前 → 内海駅 → 豊浜 →  師崎港
  - 師崎港 → 豊浜 → 内海駅 → 内海高校前 → 河和駅 → 知多厚生病院（朝夕を除く） → 南知多病院 → 大井 → 師崎港

町内の路線バスは主に国道247号や県道を経由して河和駅（隣の美浜町にある）や内海駅と鉄道がない豊浜地区や師崎地区などを結ぶ役割を果たしている。南知多道路を経由する長距離路線は存在しない。運賃はいずれも400円である。

### 道路

#### 高速道路
自動車専用道路
- 南知多道路

豊丘IC

#### 国道
- 国道247号

#### 県道
主要地方道
- 愛知県道7号半田南知多公園線
- 愛知県道52号半田南知多線

一般県道
- 愛知県道276号奥田内福寺南知多線
- 愛知県道279号内海美浜線
- 愛知県道280号豊丘豊浜線
- 愛知県道281号大井豊浜線
- 愛知県道470号岩屋観音線

### 航路
名鉄海上観光船
- 師崎営業所
- 篠島営業所
  - カーフェリー
    - 師崎港 - 篠島
    - 師崎港 - 日間賀島（北港）

  - 高速船
    - 師崎港 - 篠島
    - 師崎港 - 日間賀島（東港・西港）

かつて運行されていた航路
- 伊勢湾フェリー
  - 師崎港 - 鳥羽港（2005年2月9日に廃止、翌2月10日より常滑港 - 鳥羽港に変更となるが2007年3月31日に廃止）
- 名鉄フェリー
  - 師崎港 - 伊良湖港

現在、師崎港から鳥羽港に向かう場合、高速船で一旦伊良湖港に向かい（途中篠島で別の高速船に乗り継ぎ）、伊良湖港で伊勢湾フェリーの鳥羽港行きに乗り換えとなる。

#### 港湾
- 師崎港 - 地方港湾

## 名所・旧跡・観光スポット

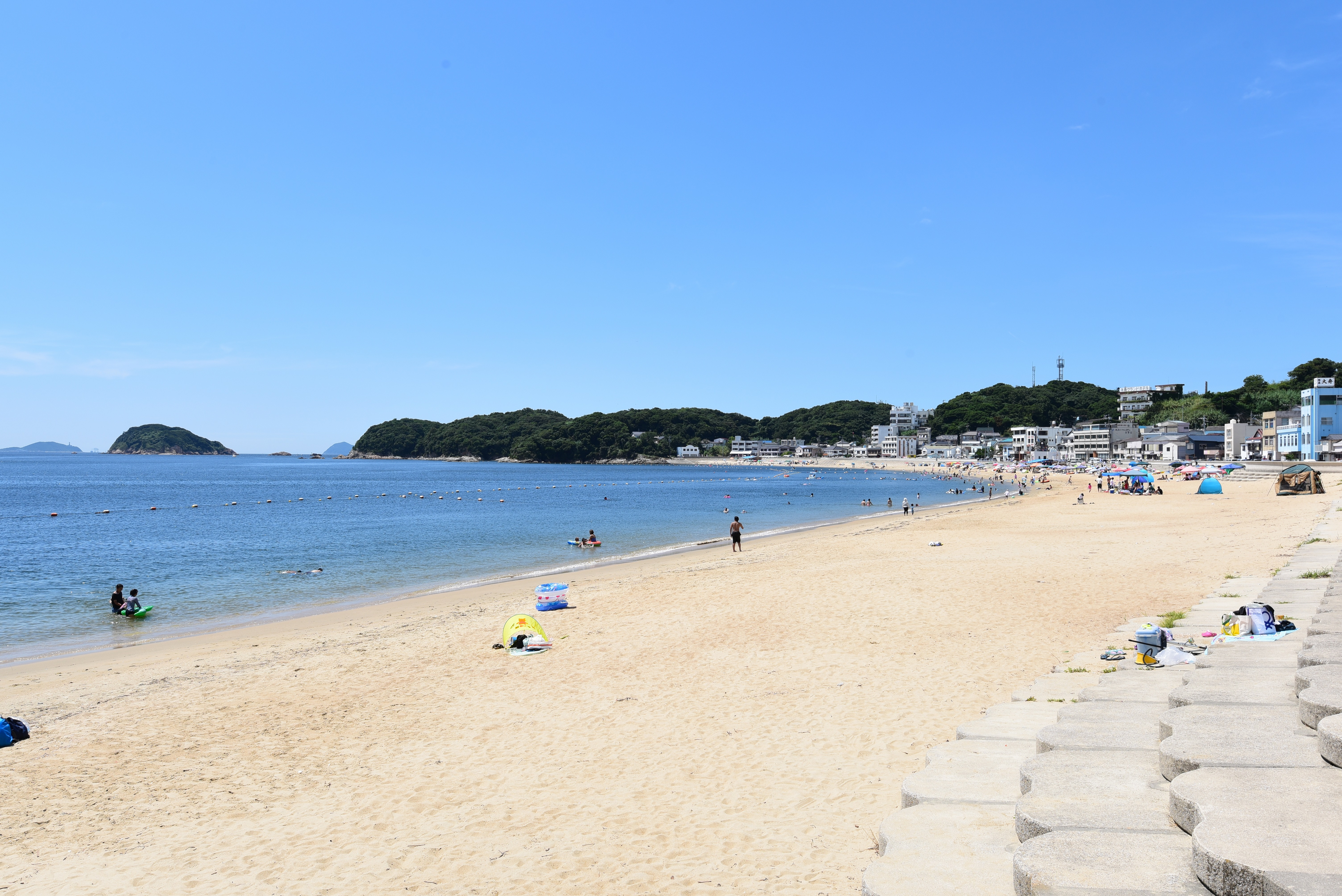
篠島サンサンビーチ

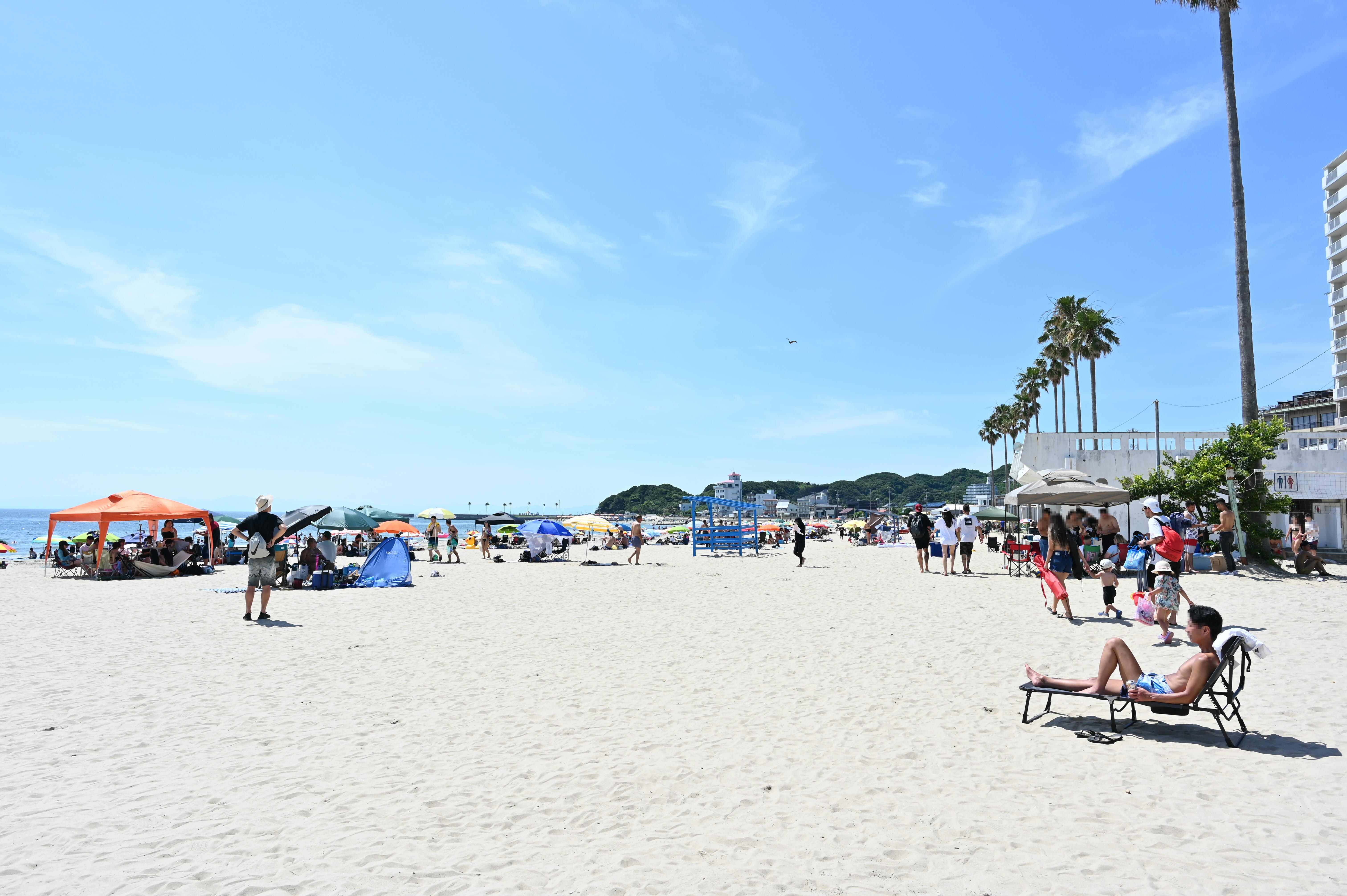
千鳥ヶ浜

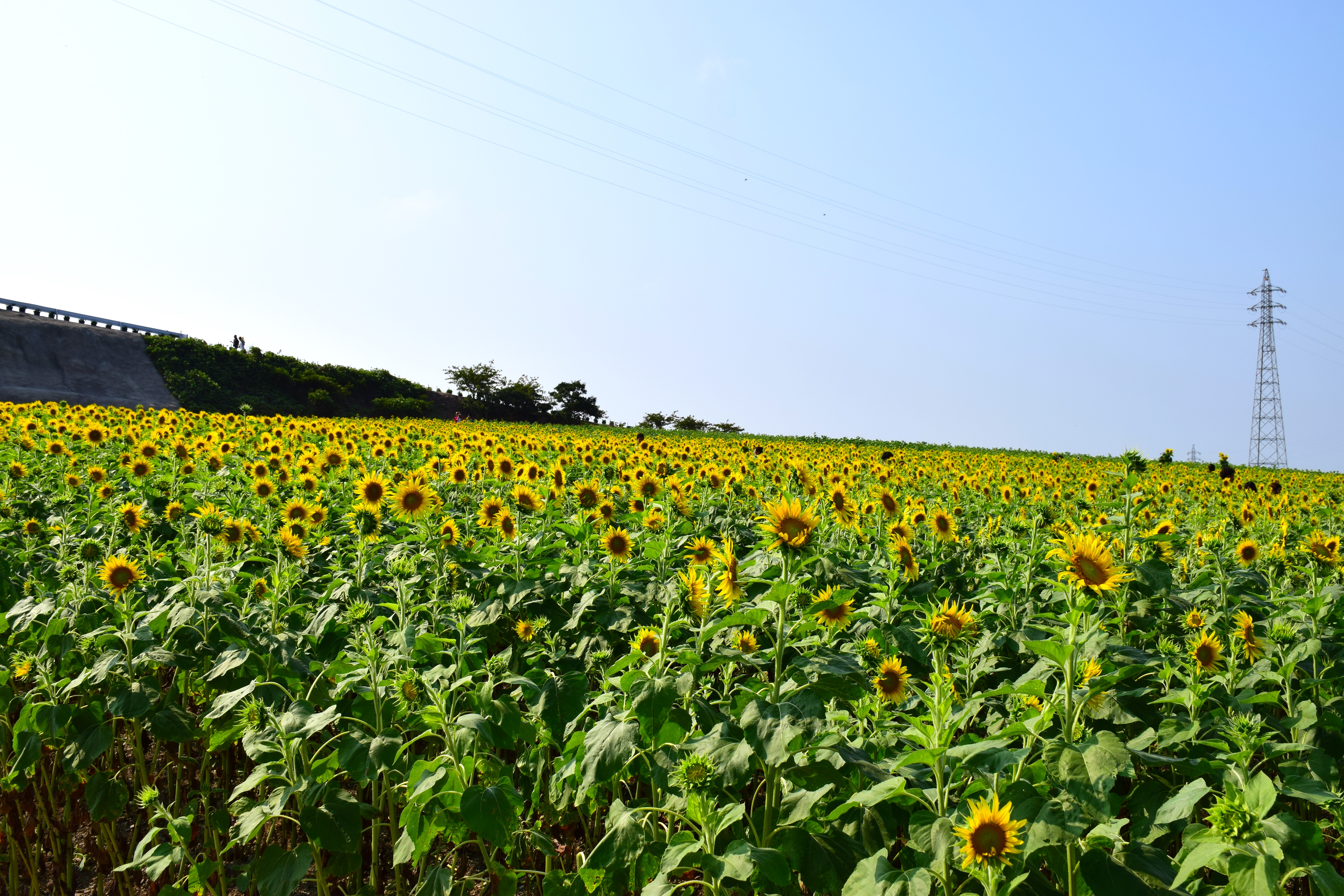
観光農園花ひろば

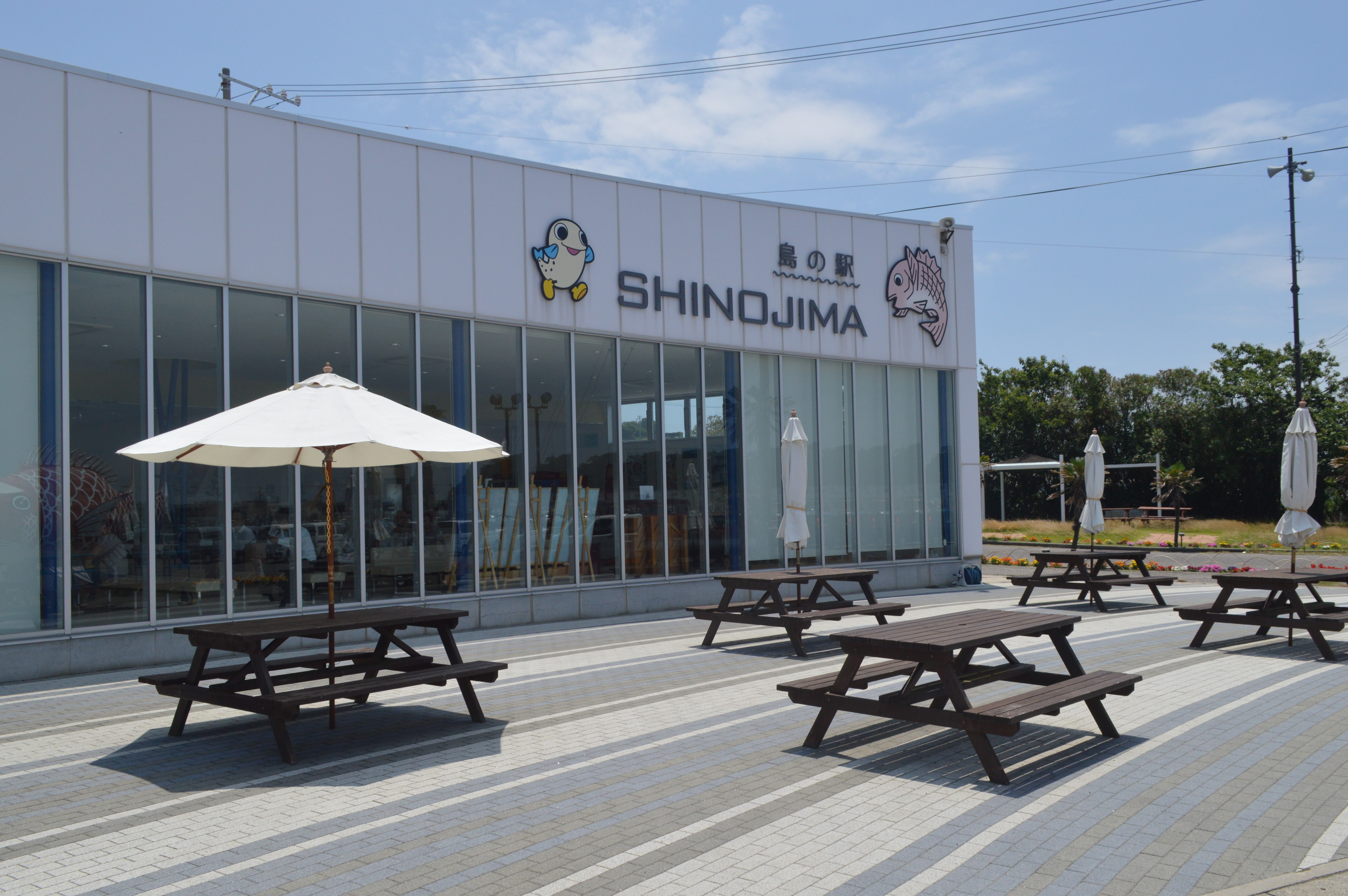
島の駅しのじま

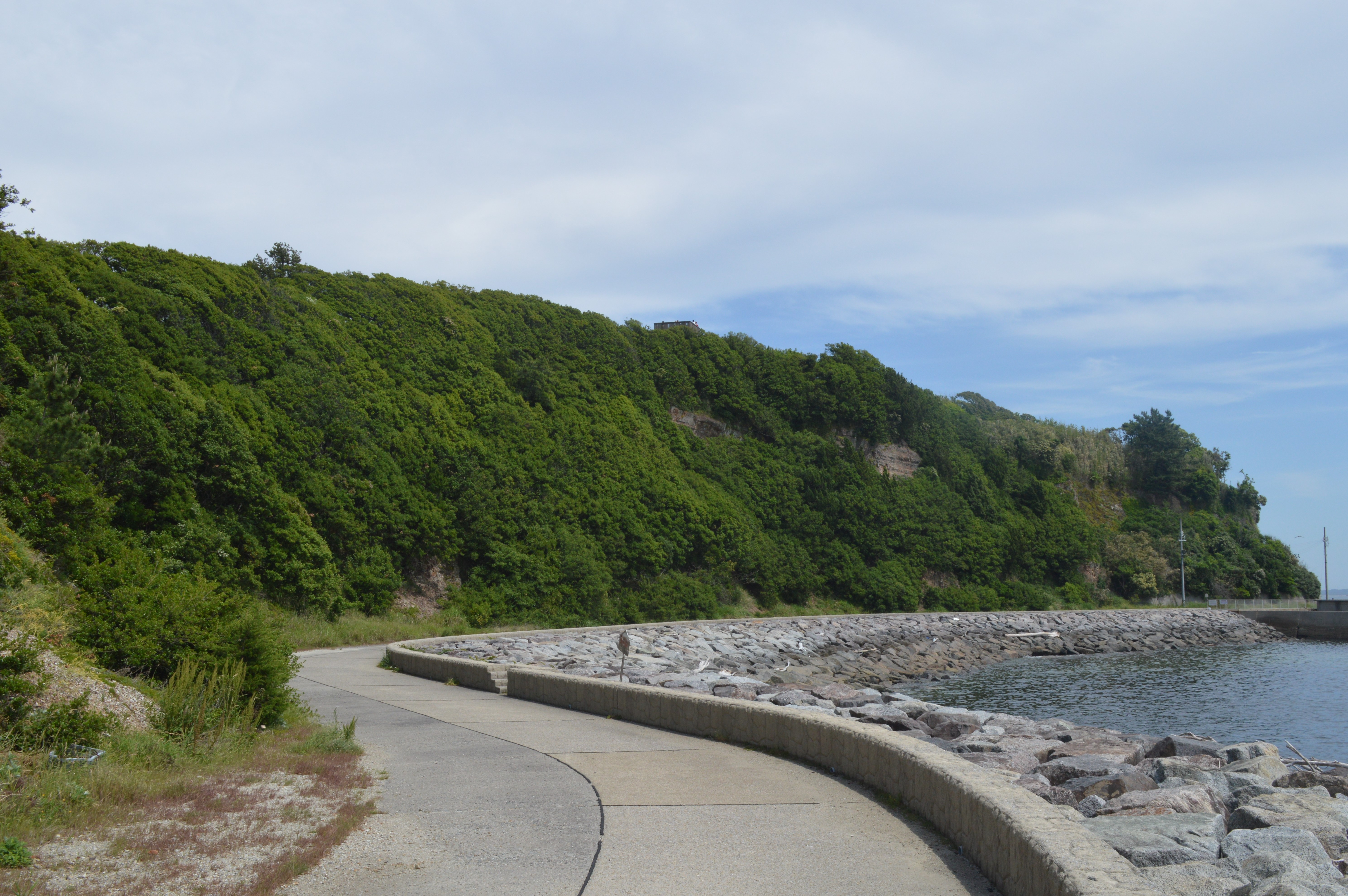
羽豆神社の社叢

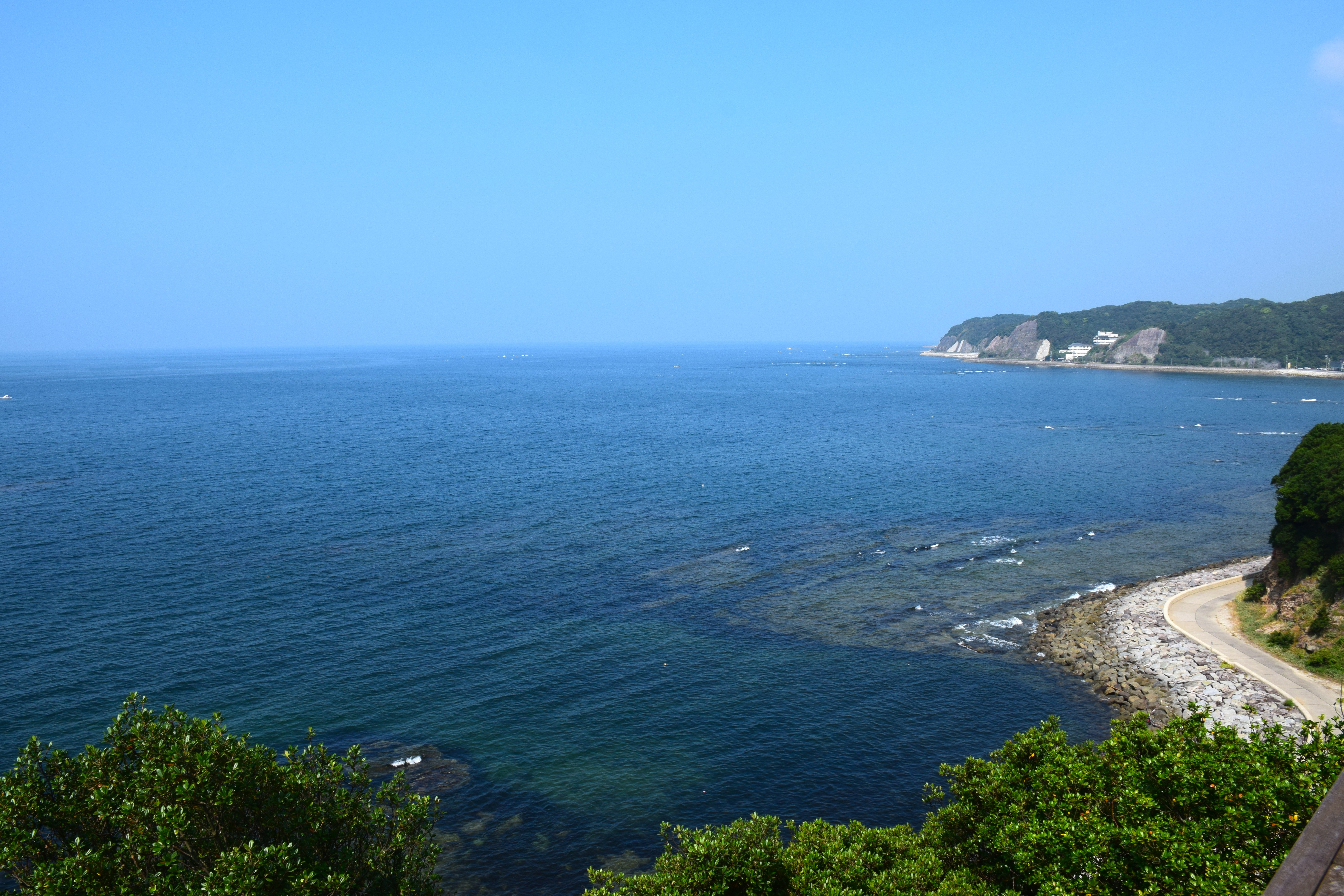
羽豆岬

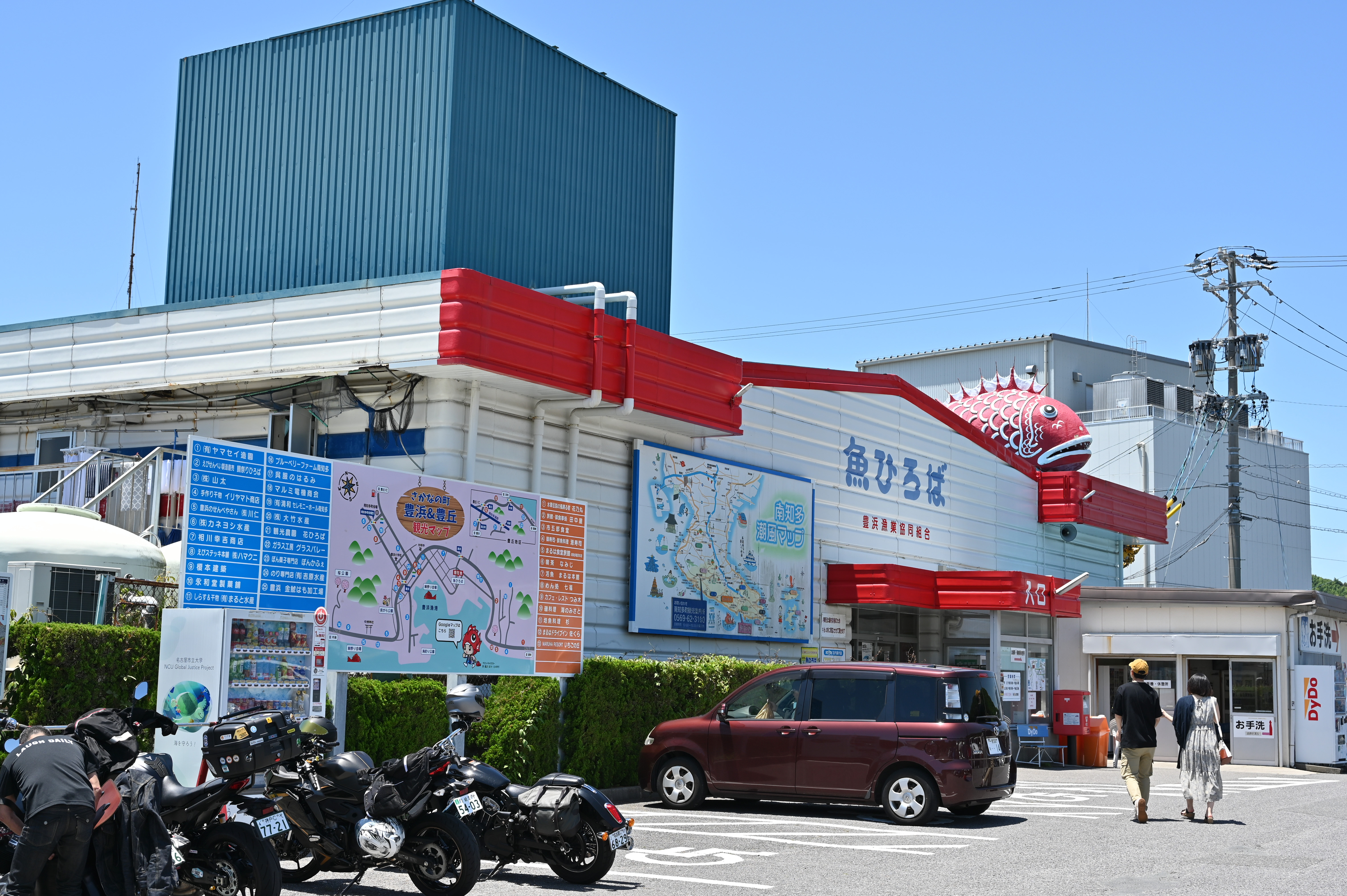
豊浜魚ひろば

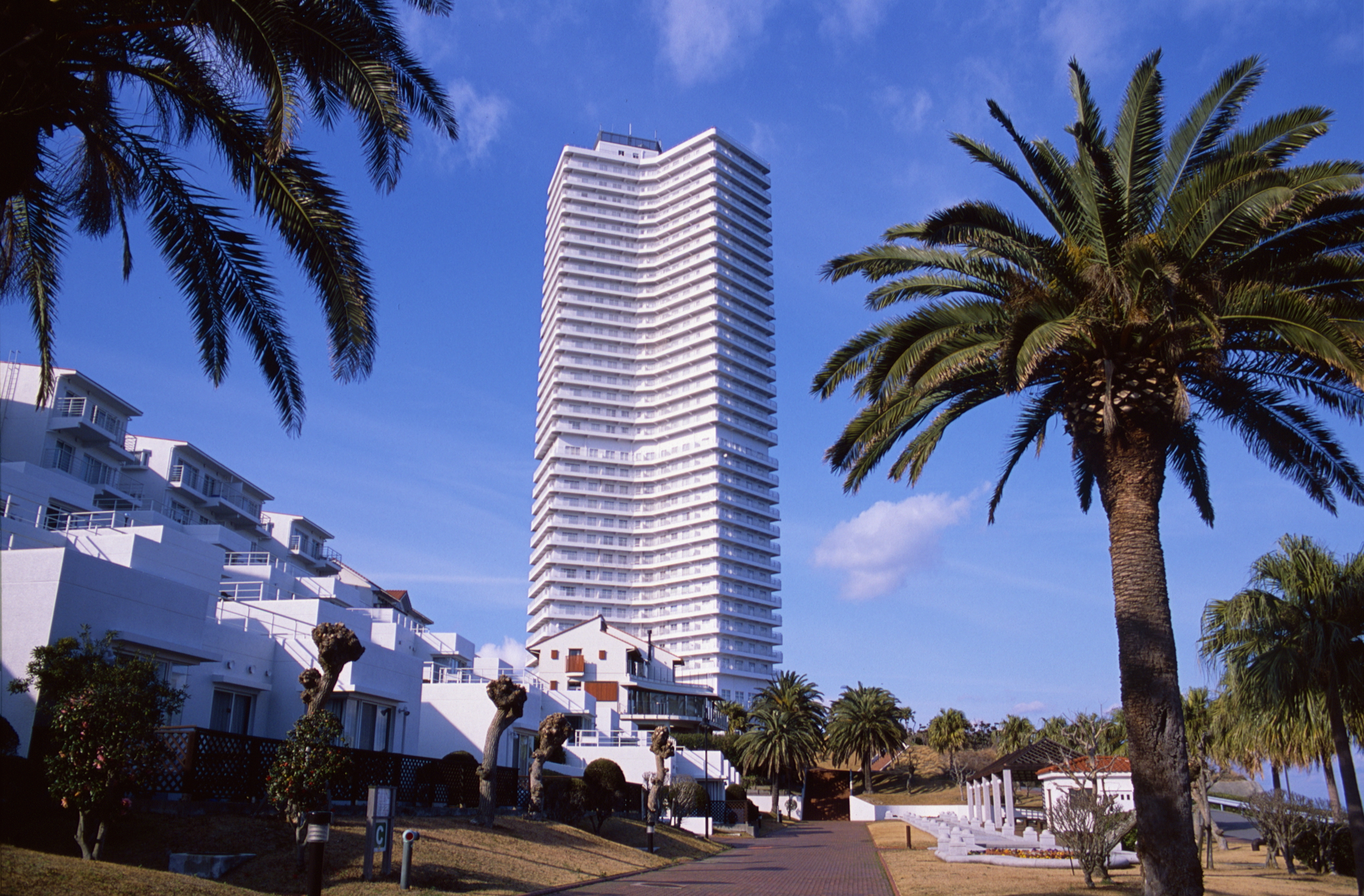
チッタ・ナポリとナポリタワー

### 名所・旧跡
寺院
- 安楽寺
- 延命寺
- 性海寺
- 松寿寺
- 正法寺 - 知多四国霊場第29番札所
- 医王寺 - 知多四国霊場第30番札所
- 利生院 - 知多四国霊場第31番札所
- 宝乗院 - 知多四国霊場第32番札所
- 北室院 - 知多四国霊場第33番札所
- 性慶院 - 知多四国霊場第34番札所
- 成願寺 - 知多四国霊場第35番札所
- 遍照寺 - 知多四国霊場第36番札所
- 大光院 - 知多四国霊場第37番札所
- 正法禅寺 - 知多四国霊場第38番札所
- 医徳院 - 知多四国霊場第39番札所
- 影向寺 - 知多四国霊場第40番札所
- 西方寺 - 知多四国霊場第41番札所
- 天龍寺 - 知多四国霊場第42番札所（天竜寺戸田有泉）
- 岩屋寺 - 知多四国霊場第43番札所（岩屋観音）
- 大宝寺 - 知多四国霊場第44番札所
- 泉蔵院 - 知多四国霊場第45番札所
- 如意輪寺 - 知多四国霊場第46番札所
- 持宝院 - 知多四国霊場第47番札所

神社
- 荒熊神社
- 神明神社（篠島神明神社）
- 羽豆神社
- 八王子社
- 日間賀神社

史跡
- 尾州廻船内海船船主 内田家（国の重要文化財）
- 梅原邸（思想家梅原猛が青年期を過ごした家）

国の天然記念物
- 羽豆神社の社叢

### 観光スポット
温泉
- 南知多温泉郷

海水浴場
- 内海海岸（千鳥ヶ浜）
- 山海海岸

島
- 篠島
  - 篠島サンサンビーチ
  - 島の駅しのじま
- 日間賀島
  - 日間賀島サンライズビーチ・サンセットビーチ

その他
- 南知多町郷土資料館
- 師崎漁港市場
- 内海フルーツ村 田中農園
- 豊浜魚ひろば
- まるは食堂
- 観光農園花ひろば
- 南知多グリーンバレイ
- チッタ・ナポリ - 1994年7月9日竣工、地上34階建・地下2階建・塔屋1階建のナポリタワー[9]を中心としたリゾート施設。
  - チンクエチェント博物館 - リゾート施設チッタ・ナポリ内にあるフィアット・500（チンクエチェント）を展示する私設博物館（2014年5月、山形県鶴岡市に移転）。
- いちごの里
- いちごの丘
- 羽豆岬
- つぶて浦

遊園地・水族園の南知多ビーチランドの所在地は知多郡美浜町である。

## 文化・名物

### 祭事・催事

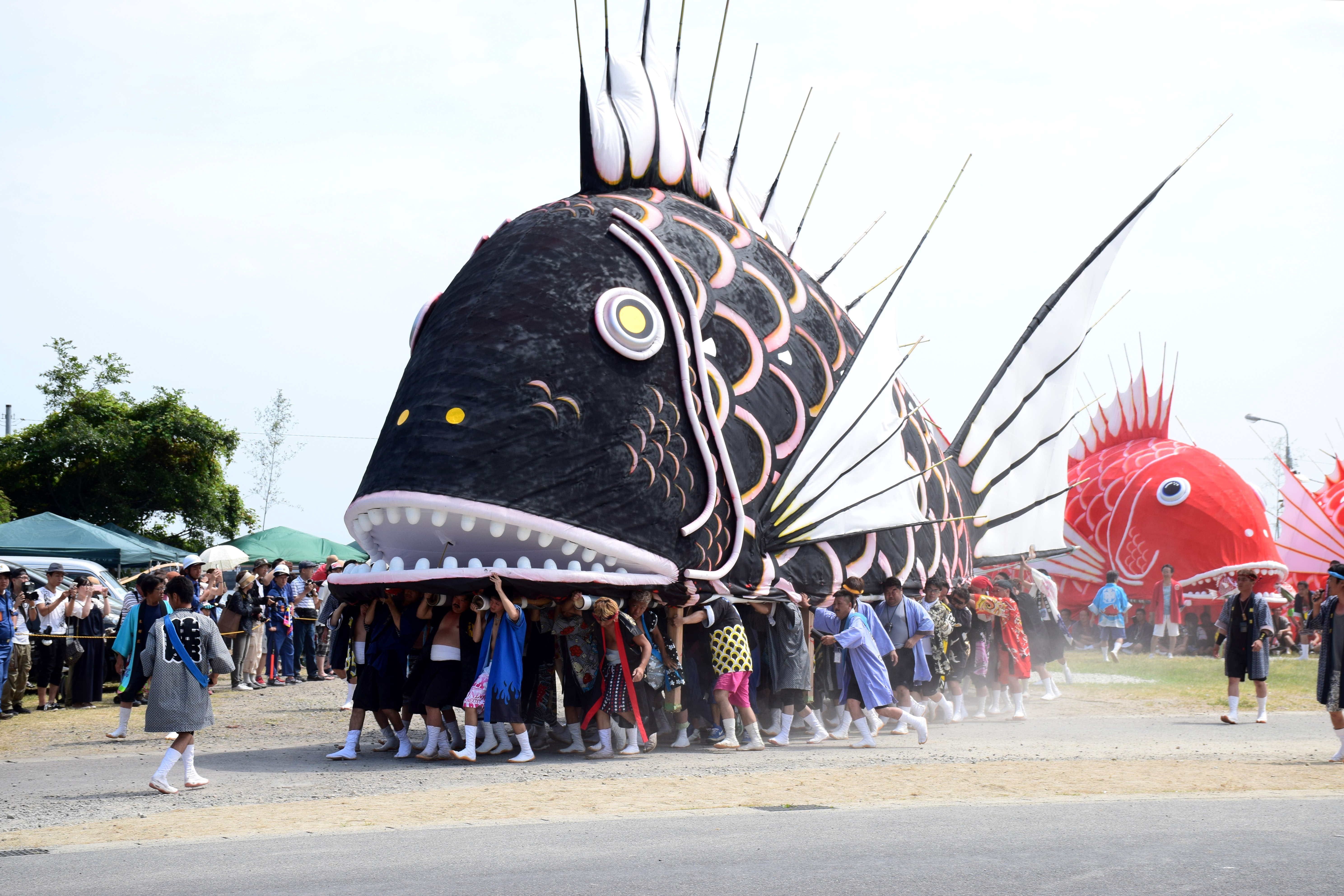
豊浜鯛まつり

- 豊浜鯛まつり - 豊浜地区で毎年7月に行われる祭り[10]。大小の張りぼての鯛5匹が町内や海を練りまわる。
- 内海各地区祭礼 - 内海地区で毎年4月に行われる祭り。うち四地区では知多型の山車4両が曳かれる。
- 左義長祭り
- 大名行列

### 名産・特産
- 波まくら
- ニシ汁
- まるは食堂

## 出身関連著名人

### 出身人物
- 斉藤きち（唐人お吉の名で知られる幕末・明治の芸者）
- 4代目内田佐七（実業家、南知多町名誉町民、旧内海町出身）
- 5代目宝井馬琴（講談師、旧内海町出身）
- 梅原半二（元豊田中央研究所所長、旧内海町出身）
- 三遊亭楽松（落語家）
- 北川民生（とりとり亭チェーン創業者、日間賀島出身）
- 紗川理帆（タレント）
- 早川健（イラストレーター/デザイナー、GHOST NOTE代表、師崎出身）
- 鈴木林蔵（俳優、日間賀島出身）
- きまぐれクック (ユーチューバー)

### ゆかりのある人物
- 梅原猛 - 宮城県仙台市生まれ旧内海町育ち
- 岩月大地 - 愛知県春日井市出身。同町初の観光大使・南知多町観光釣り大使
- ポカスカジャン - 観光イメージソング「会いに来た南知多」を作詞・作曲した。

### キャラクター
- ミーナ - 町制50周年を記念し2011年に誕生した。名前は「みなみちた」の「みな」から[11]。モチーフは太陽で、もともとのイラストでは頭部（海に浮かぶ太陽）のみだった為、ぬいぐるみにする際に全身を作成した[12]、イラストの顔の周囲を囲う太陽の輝きをあらわす7本の突起のうち、左右2本がぬいぐるみでは左右の腕になっている。
- すこやかーな - 「けんこう南知多プラン」キャラクター[13]。2015年にはすこやかーな体操と題した健康体操が作られた[14]。
- 祭 鯛之介（まつり たいのすけ） -  豊浜鯛まつりのマスコットキャラクター。鯛の被り物に鯛まつりの法被を着た男の子[15]。
- しらっぴー・しらっぴーな- 漁獲量が日本一篠島しらすPRキャラクター[16]。
- たこみちゃん - 日間賀島のマスコットキャラクター。島の名物たこがモチーフ。頭に小さな麦藁帽子をちょこんと乗っけて、手には蛸壺を抱えている。
- ふぐ吉 - 特産フグにちなんだ師崎商工会のキャラクター。フグちょうちんをかぶったネコである[17]。
- 南知多マリナ - 「知多娘。」の最初期メンバーの1人（声優：木村美樹→松尾香織→角谷真理子(知多娘。牧場☆乙女塾より昇格））。
- 内海お吉 - 同じく「知多娘。」のメンバーの一人。2013年、新加入（声優：福山晴花（2013年5月から7月まで半田酔子役と内海お吉役を暫定兼務）→鈴木らな→花岡志織→樋口晴名）の内海出身の斎藤きち（唐人お吉）がモデル。「知多娘。」初の魔法使い少女キャラ。
- ハーティーちゃん - 町社会福祉協議会　マスコットキャラクター。
- フランソワーズびわ - 町非公認キャラクター。びわの妖精で、フルーツ王国の王女。第一次産業を応援することを目的としている[18]。

## ドキュメンタリー
- 新日本紀行「ムラの女神-愛知県南知多町-」（1971年1月14日、NHK）[10]